# Alphonse Roersch
Alphonse Roersch (Luik, 3 november 1870 – Leuven, 31 juli 1951) was een Belgisch filoloog, historicus en hoogleraar aan de Rijksuniversiteit Gent.

## Levensloop
Roersch liep middelbare school aan het koninklijk atheneum van Luik, vervolgend met studies aan de universiteit van Luik, waar hij in 1891 promoveerde tot doctor in de wijsbegeerte en letteren en in 1892 tot kandidaat in de rechten. Hij studeerde verder in Parijs (1892-93) aan de Collège de France en de Ecole pratique des hautes études, en in Berlijn aan de Humboldtuniversiteit (1893-94). In 1895 werd hij docent aan de universiteit van Gent, vanaf 1907 was hij gewoon hoogleraar Griekse en Romeinse geschiedenis. In 1922 werd hij bestuurder-inspecteur van de Gentse universiteit.
Zijn belangstelling ging voornamelijk uit naar de latinisten onder de zestiende-eeuwse humanisten, zoals Joannes Loensis (van Loo), Nicolas Cleynaerts (Nicolaas Beken) of Antoon van Schoonhoven. Hij doceerde ook de geschiedenis van de klassieke filologie in België.
Alle bijdragen over humanisten die in de Biographie nationale de Belgique verschenen tussen 1894 en 1938 waren van zijn hand. Hij werkte ook mee aan het bibliografisch referentiewerk Bibliotheca Belgica, waarvan hij in 1913, samen met Paul Bergmans het directeurschap op zich nam, na het overlijden van Ferdinand van der Haegen.
Tijdens de Eerste Wereldoorlog was hij actief in hulpverlenende organisaties.
In 1922 werd hij corresponderend lid van de Koninklijke Academie van België en in 1932 werd hij lid. In 1934 volgde hij Henri Pirenne op als voorzitter van de raad van bestuur van de Koninklijke Bibliotheek.
In 1944 werd zijn gezondheid wankel. Hij ging met emeritaat en vestigde zich in Leuven.

## Publicaties
- Nos hellénistes flamands au XVIe siècle, in: Magasin littéraire, Gent, 1895.
- Correspondance inédite de Loaeus, abbé d'Eversham, 1898.
- Etude sur la vie et les travaux de Nicolas Clénard, 1900.
- Correspondance inédite du chartreux gantois Lævinus Ammonius, in: Bulletin de la Société d'histoire et d'archéologie de Gand, 1901.
- La Correspondance de Nicolas Olahus, in: Bulletin de la Société d'histoire et d'archéologie de Gand, 1903.
- Les Aventures d'un gentilhomme flamand, in: Revue Générale, 1907.
- J. Badius Ascensius Gandensi, 1909.
- L'humanisme belge à l'époque de la Renaissance. Etudes et portraits, 1910.
- Quarante-six lettres inédites d'Érasme, 1913.
- Etude sur Antoine de Sconhove, in: Handelingen van het Genootschap voor geschiedenis te Brugge, 1924.
- Juste Lipse, 1925.
- Une lettre inédite de Cujas, concernant L. Carion, in: Handelingen van het Genootschap voor geschiedenis te Brugge, 1927.
- Histoire de l'humanisme belge à l'époque de la Renaissance (2 vols.), 1933.
- Correspondance de Nicolas Clénard, 3 vol., Brussel, 1940-1941.
- Clénard peint par lui-même. Textes choisis, 1942.